# 檢閱
檢閱禮・檢閱式、觀閱禮・觀閱式或校閱禮・校閱式是指軍隊或武裝部隊列陣接受元首或大眾的觀摩和檢閱，通常在國慶、國賓訪問、軍隊出征或凱旋等典禮上使用。由畫面上來看，檢閱禮、榮譽禮和步操禮有一些雷同的地方，常常讓人分不清楚，三者的主要分別是展示目的不同。檢閱禮・檢閱式由多數軍種組成，目的是為了提振軍威和鼓舞士氣，對正步有嚴格要求；榮譽禮・榮譽式由單一或少數衛隊組成，用於元首就職、國賓訪問、軍校結業、國葬、基地或艦隊開放等活動中，目的是向參訪者致敬；步操禮・步操式是向大眾展示軍隊文化、藝術、歷史和技術的遊行活動，對正步的要求較寛鬆。

## 檢閱禮・檢閱式
- 軍事檢閱 (閱兵式)：閱兵式是一種展示軍威的檢閱儀式，由多數軍種組成陣型接受元首和大眾的觀閱，通常在國慶、軍隊出征或凱旋時使用。另見「檢閱遊行」。 → Military parade
  - 海軍檢閱 (閱艦式)：閱艦式是海軍的閱兵式，由多數船艦組成陣型或縱隊接受元首和大眾的觀閱。 → Naval/fleet review
  - 飛機編隊飛行：飛機編隊是由不同機種組成的陣型或縱隊，可以是閱兵式的環節，也可以是一種花式表演。在軍葬禮中，為了向殉職飛行員致哀，也有飛行致哀的告別式。 → Flyover
- 勝利遊行 (凱旋式)：勝利遊行是軍隊凱旋而歸時，列陣接受元首和大眾的檢閱，並接受元首的授勳與嘉獎。另外，地方候選者勝選後，也有祝勝式和歡慶遊行，見「紙帶遊行」。 → Victory parade

## 榮譽禮・榮譽式
- 儀隊：儀隊或儀仗隊是指典禮上手持儀仗、軍刀或步鎗的衛隊，用於元首就職、國賓訪問、軍校結業、議會開幕、國葬、基地或旗艦啟動等儀式中。王宮或總統府前的儀隊交接式通常都是遊客們的熱門景點。 → Honour guard
- 旗隊：旗隊或護旗隊是指典禮上手持國旗、軍旗或軍團旗的衛隊。「Colour」指的是典禮或儀式中使用的旗織，特別是指國旗，懸於有飾繩、雕塑或纓槍裝飾的旗桿上。 → Colour guard

## 步操禮・步操式的相關項目
- 行軍：行軍是有組織、紀律和節奏的行進方式，行軍配上步操樂隊即是檢閱遊行。另見「巡遊」與「步操」。 → Parade & marching
  - 步操樂隊：步操樂隊或行軍樂隊是檢閱遊行中的演奏樂隊，步操樂隊除了作為儀仗和表演用途外，也有帶領和調整行軍節奏的作用。另見「軍樂團」。 → Marching band
    - 軍樂團：軍樂團是軍隊所属的步操樂隊。 → Military band
    - 鼓號樂團：現代鼓號樂團是民間所属的表演樂團。 → Drum and bugle corps
    - 球場表演樂隊：球場表演是美國學校傳統樂隊的表演方式，特點是變換陣型時步伐隨性。 → Scatter band

  - 進行曲：進行曲是帶有强烈音樂節奏的樂曲，通常被用作鼓舞軍人士氣和傳達集體力量與共同決心。 → March
  - 行軍歌：行軍歌、訓練歌或步調是行軍途中，軍士為了激勵士氣合唱的歌曲，特點是歌詞和旋律循環不斷，簡單容易上口。另見「軍歌」。 → Marching song
  - 軍步：軍步或行軍步是行軍的口令、步法和節奏，例如「正步」、「小跑步」、「原地踏步」等。 → Military step
  - 軍號：軍號或行軍號是利用鼓和號傳達命令的方式，例如「晨號」、「集結號」、「稍息號」、「歸營號」、「安息號」等。 → Bugle song
- 步操：步操或軍操是行軍的練習和表演，可以用於軍事或非軍事的隊伍。操兵通常是指軍事隊伍的步操練習，操步則是指非軍事隊伍的步操練習。 → Drill & drill team
  - 花式步操：花式步操是利用儀仗、步鎗或儀仗旗進行的步操表演。 → Exhibition drill
  - 歸營遊行：歸營遊行是結合舞蹈、花式步操和軍樂演奏的晚間文藝表演，源於「歸營鼓號」的演奏。 → Military tattoo

## 典禮・儀式表演的相關項目
- 軍樂團：軍樂團是軍隊所属的音樂演奏團體，負責文藝、典禮和儀式等的演奏表演，主要功能是慰勉和鼓舞軍人士氣。另外，文藝團是軍隊所属的藝能團體，負責歌唱、舞蹈、合唱和話劇等的文藝表演，見「藝工隊」。 → Military band
  - 鼓樂團：鼓樂團或鼓號樂團是由銅管樂器和打擊樂器組成的樂團。 → Corps of Drums
  - 笛鼓樂團：笛鼓樂團是由木管樂器和打擊樂器組成的樂團。 → Fife and drum corps
  - 管樂團：管樂團是由木管樂器、銅管樂器和打擊樂器組成的樂團。 → Concert/wind band
  - 銅管樂團：銅管樂團是由銅管樂器組成的樂團。 → Brass band
  - 笛樂團：笛樂團或風笛樂團是由風笛和打擊樂器組成的樂團。 → Pipe band
  - 木管樂團：木管樂團是由木管樂器組成的樂團。 → Woodwind choir
  - 管弦樂團：管弦樂團是由弦樂器、木管樂器、銅管樂器和打擊樂器組成的樂團。 → Orchestra
  - 弦樂團：管弦樂團是由弦樂器組成的樂團。 → String orchestra
- 軍樂：軍樂是用於提昇軍人戰鬥情緒和士氣的昂揚樂曲，例如「國歌」、「進行曲」、「行軍鼓」、「行軍號」等。 → Martial music
  - 軍事工業音樂：軍工音樂是一種源自進行曲、新古典、新民謠、工業和黑暗音樂的音樂類型。 → Martial industrial
  - 軍歌：軍歌是敘述戰爭、社會時局、主戰或反戰情緒的創作歌曲，可以是進行曲、部隊歌、行軍歌、愛國歌、民歌、流行歌、輓歌等。另見「反戰歌曲」。 → War song